# Гамбурцев, Владимир Алексеевич
Влади́мир Алексе́евич Га́мбурцев (1842, Москва — 20 апреля 1903, Москва) — русский архитектор, реставратор и историк архитектуры. Первым начал собирать информацию к биографиям московских зодчих, работал над историей московской архитектурной школы.

## Биография
Родился в Москве в 1842 году Сын архитектора А. А. Гамбурцева, брат архитектора С. А. Гамбурцева. Окончил Московское дворцовое архитектурное училище в 1864 году защитив дипломный проект «Губернская гимназия» и получив звание архитекторского помощника. В 1864−1867 годах состоял в должности архитекторского помощника в Московской Дворцовой конторе. Работал на строительстве железных дорог: с 1866 года — на Рязанско-Козловской; с 1870 года — на Воронежско-Ростовской. С 1867 года руководил сооружением Курско-Киевской железной дороги. В 1870 году получил чин титулярного советника. В 1873 году осуществлял освидетельствование работ в зданиях Московского Воспитательного дома. С 1878 года служил участковым архитектором Московской городской управы, являлся заведующим библиотекой архитектурного отделения Политехнического музея.
С 1868 года состоял членом Московского архитектурного общества, с 1895 — Московского археологического общества. С 1897 года являлся членом Комиссии по сохранению древних памятников, по поручению которой наблюдал за рядом работ, обследовал различные московские и подмосковные церкви. Первым начал исследовать биографии московских архитекторов, изучать историю московской архитектурной школы. В 1880-х годах одним из первых в России занялся изучением надгробий московских некрополей как художественных памятников. Автор ряда публикаций по истории архитектуры и реставрации памятников.
Жил в собственном доме на Большой Ордынке, 29. Похоронен на кладбище Данилова монастыря.

## Работы в Москве
- Реставрация Храма Покрова Пресвятой Богородицы в Медведкове (Заповедная улица, 52);
- Реставрация Соборного храма Вознесенского монастыря (Московский Кремль);
- Строительные работы в Нескучном саду (до 1876);
- Больничный корпус Сокольнического отделения Городского Работного дома и Дома трудолюбия (1878, Колодезный переулок, 2А, стр. 7), выявленный объект культурного наследия[3];
- Доходный дом И. В. Ускова (1879, Бобров переулок, 4, стр. 4), ценный градоформирующий объект[3];
- перестройка особняка Фонвизиных (1870-е, Рождественский бульвар, дом 12/8);
- Главный дом с хозяйственными флигелями и сторожкой (1883, Малый Харитоньевский переулок, 3, стр. 1, 2, 5, 6)[3];
- Флигель — жилой дом (1889, Вознесенский переулок, 11, стр. 2), ценный градоформирующий объект[3];
- Доходный дом с лавками (1897, Пятницкая улица, 82/34, стр.1), выявленный объект культурного наследия[3];
- Перестройка доходного дома Чижевского подворья (нач. XX в., Никольская улица, 8/1 — Богоявленский переулок, 1/8, стр. 3В, 3Г, 3Д), ценный градоформирующий объект[3].

## Сочинения
- Архитекторская команда. Очерк Московских учреждений, ведавших строительное дело и обучение ему. М., 1895. С. 87;
- Заметки о ремонте Старого Печатного двора при Московской Синодальной Типографии// Археологические известия и заметки. 1896. Вып. 5-6. С. 141—145;
- К вопросу о часах на Сухаревской башне// Археологические известия и заметки. 1896. Вып. 5-6. С. 175—178;
- Выдержки из журнала по работам возобновления внешности Сухаревой башни (1896—1898)//Археологические известия и заметки. 1899. Вып. 6-7. С.170-181;
- К вопросу об изучении путей, которыми шло русское архитектурное образование// Труды II архитектурного съезда. М., 1899. С. 268—272.